# Mouha ou Hammou Zayani
Moḥa U Ḥammu Azayyi, o Moḥa U Ḥammu Zayani (intorno al 1857 – 27 marzo 1921), è stato un condottiero berbero del Marocco, che sconfisse le truppe del generale Charles Mangin nella battaglia di El Herri (Lehri) del 13 novembre 1914.
Il suo nome significa Moha figlio di Hammu (sia Moḥa sia Ḥammu sono ipocoristici di Mohammed); il termine berbero Azayyi reso in arabo con Zayani significa "appartenente alla confederazione degli zayani". Le denominazioni più complete, che includono altre generazioni, proseguono con il nome del nonno e del bisnonno: ben Akka ben Ahmed. Moha apparteneva ad una delle famiglie più potenti degli zayani, gli Imahzan, discendenti da Amahzun u Musa.
Per molto tempo la tribù degli zayani era rimasta nella siba ("dissidenza"), vale a dire la condizione di quanti non erano sottomessi al sultano del Marocco, ma nella seconda metà dell'Ottocento i sultani si diedero da fare per attirarli dalla loro parte (makhzen), stringendo legami particolarmente stretti con la famiglia degli Imahzan. Nel 1877 Hassan I (Marocco) nominò Mouha ou Hammou caid degli Zaian, e l'alleanza fu rafforzata dal matrimonio della figlia di quest'ultimo con l'erede al trono, Abd al-Aziz. L'appoggio degli Zaian era indispensabile per la sicurezza dei collegamenti tra Fez e Marrakech.
Agli inizi del Novecento, la Francia, forte della posizione vantaggiosa acquisita nella Conferenza di Algeciras, che aveva ridimensionato le pretese della Germania e delle altre potenze europee sul Marocco, diede avvio ad una campagna tesa ad assicurarsi il controllo del territorio anche con operazioni militari (la cosiddetta "pacificazione" del Marocco). Nonostante la sproporzione degli armamenti, alcune tribù furono particolarmente restie a sottomettersi, e tra queste la resistenza più accanita fu quella degli Zaian. 